# Ortlieb Sportartikel

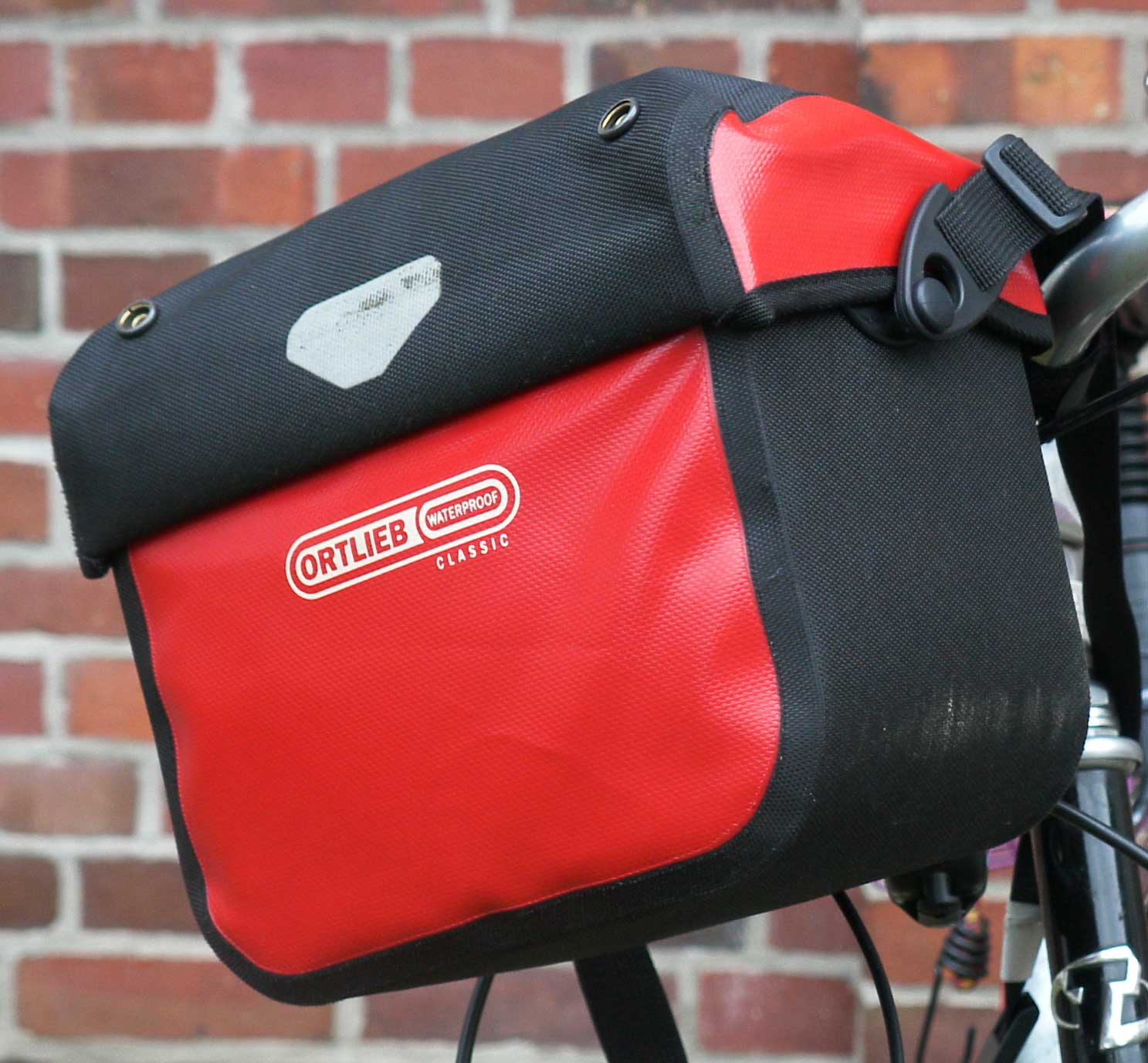
Lenkertasche von Ortlieb

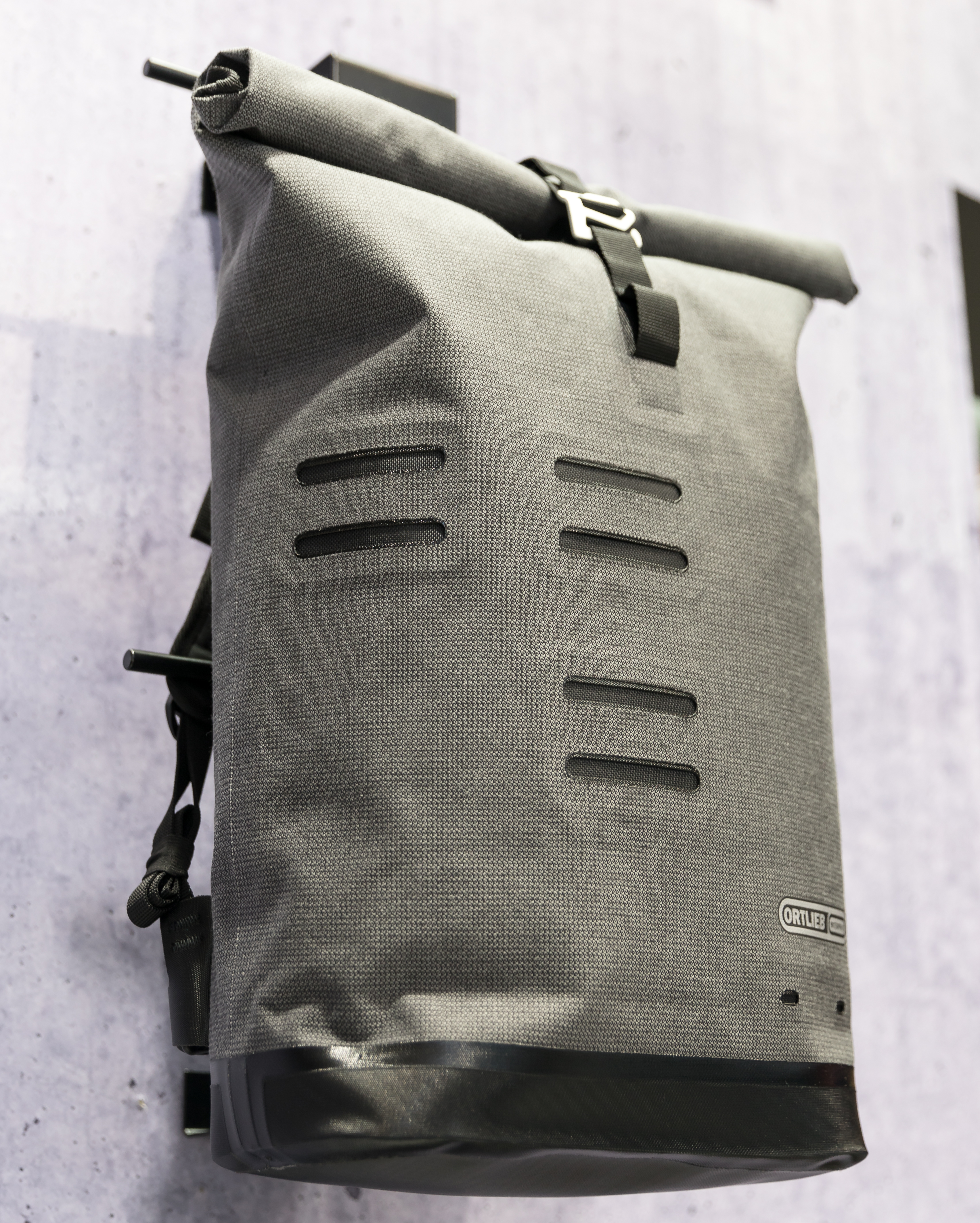
Rucksack mit Rollverschluss

Die Ortlieb Sportartikel GmbH ist ein deutscher Hersteller von Outdoor-Ausrüstung mit Sitz in Heilsbronn, der insbesondere auf wasserdichte Taschen spezialisiert ist. Ortlieb ist ein führender Hersteller wasserdichter Packtaschen für Fahrräder. Neben Fahrradzubehör werden unter anderem Outdoor-, Trekking- und Expeditionsausrüstung für Wassersport und Motorräder produziert. Für Fahrradkuriere werden spezielle Umhänge- und Rucksacktaschen angeboten.

## Geschichte
Das Unternehmen wurde 1982 in Nürnberg von Hartmut Ortlieb gegründet. 1997 wurde der Sitz ins 25 km entfernte Heilsbronn in Mittelfranken verlegt. Die ersten Produkte waren handgenähte Packtaschen aus Lkw-Planen. Wasserdichte Taschen für Fahrräder gab es bis dahin nicht. Typisch für die über 500 Produkte des Unternehmens sind unterschiedliche wasserdichte Verschlusssysteme (Reißverschluss, Klettverschluss und deren typische Rollverschlüsse). Auf alle Produkte wird eine Garantie von fünf Jahren gewährt, die Nähte der Waren sind wasserdicht verschweißt.
2019 gewann Ortlieb einen Markenrechtsstreit gegen den Versandhändler Amazon. Der Bundesgerichtshof urteilte in einem Grundsatzurteil, dass Kunden nicht über die Suchmaschine Google unter Ausnutzung des Markennamens auf Konkurrenzangebote gelockt werden dürfen. Das Unternehmen versucht generell zu verhindern, dass Ortlieb-Produkte bei Amazon angeboten werden.